# Lentivirus
Lentivirus is een geslacht van retrovirussen, waarvan sommige soorten chronische en levensbedreigende ziekten kunnen veroorzaken bij mensen en andere zoogdieren. Ziekten van lentivirussen worden gekenmerkt door een sluipend verloop en de lange incubatietijd. Tot het geslacht behoort het humaan immunodeficiëntievirus (hiv), dat verantwoordelijk is voor aids. Lentivirussen circuleren wereldwijd, en zijn aangetroffen in apen, runderen, schapen, paarden, katten en andere zoogdieren.
Lentivirussen kunnen een stukje van hun genetisch materiaal overschrijven naar complementair DNA, en dit vervolgens laten integreren in het DNA van de gastheercel. Het virus-afgeleide DNA kan vervolgens permanent deel uitmaken van het gastheer-genoom, en overgeërfd worden door de nakomelingen van de gastheer. De principes waarmee lentivirussen hun genen in het gastheergenoom brengen, worden in wetenschappelijk onderzoek gebruikt voor het maken van virale vectoren.